# 蟹江駅

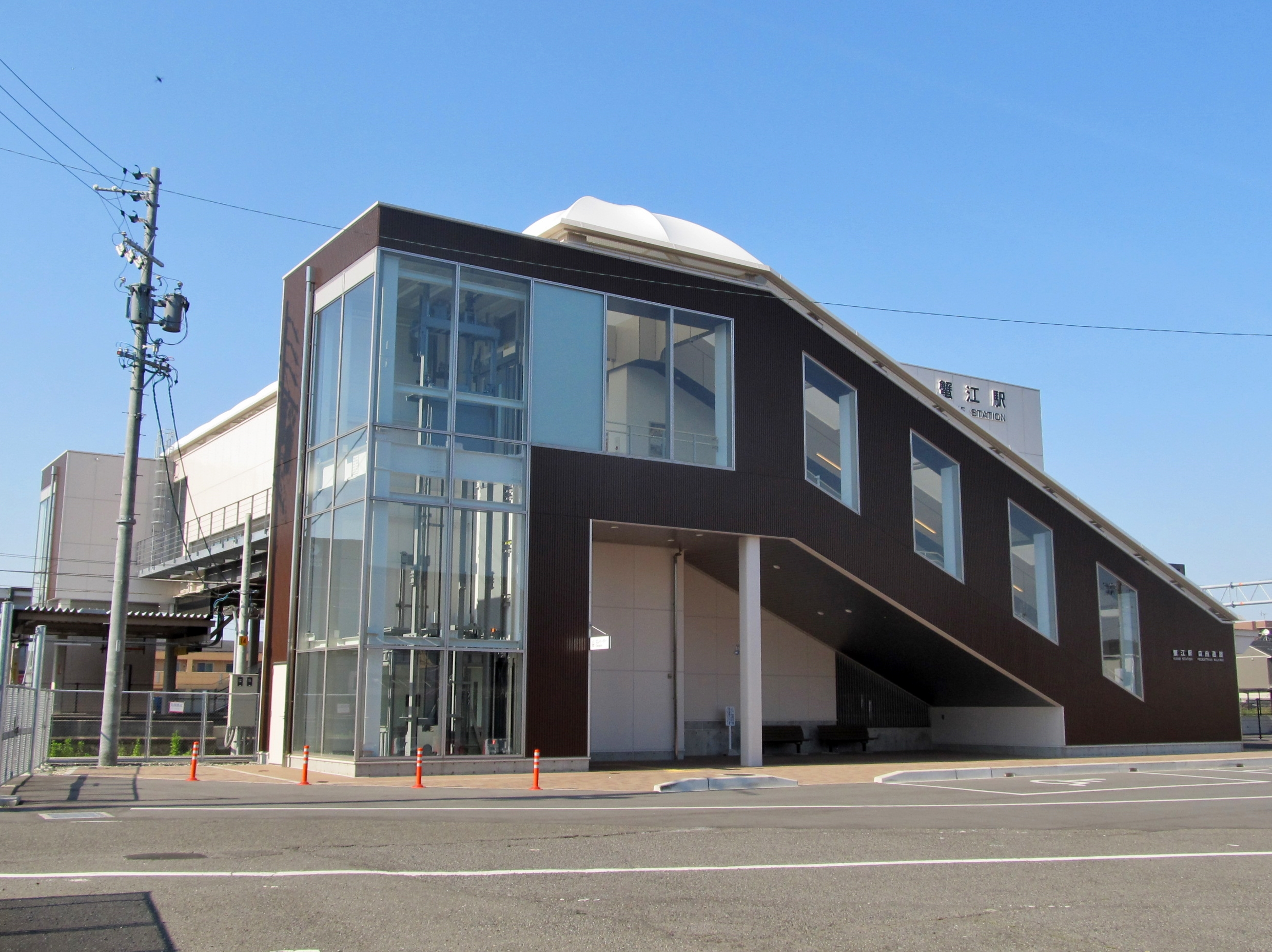
南口（2022年5月）

蟹江駅（かにええき）は、愛知県海部郡蟹江町大字今字上六反田にある、東海旅客鉄道（JR東海）関西本線の駅である。近鉄蟹江駅との区別のため「JR蟹江駅」と呼ばれることが多い。駅番号はCJ03。
運行形態の詳細は「関西線 (名古屋地区)」を参照。

## 歴史
- 1895年（明治28年）5月24日：名古屋駅 - 弥富駅間の開通時に、関西鉄道の駅として開業[1]。一般駅[1]。
- 1907年（明治40年）10月1日：関西鉄道が国有化[1]。
- 1909年（明治42年）10月12日：線路名称を制定し、関西本線の所属となる[3]。
- 1961年（昭和36年）10月1日：貨物の取扱いを廃止[1]。
- 1984年（昭和59年）2月1日：荷物の取扱いを廃止[1]。
- 1987年（昭和62年）4月1日：国鉄分割民営化に伴い、東海旅客鉄道（JR東海）の駅となる[1]。
- 1992年（平成4年）11月：JR全線きっぷうりば営業開始[4]。
- 2006年（平成18年）11月25日：ICカード「TOICA」の利用が可能となる。
- 2016年（平成28年）9月23日：蟹江町とJR東海が橋上駅舎や南北を結ぶ通路などを整備する協定を締結。
- 2019年（平成31年）2月3日：仮設駅舎の供用開始（旧駅舎の解体工事及び新駅舎の工事が始まる）[5]。
- 2021年（令和3年）
  - 1月31日：橋上駅舎及び自由通路の供用を開始[6]。北口臨時改札を廃止[6]。
  - 2月1日：集中旅客サービスシステム（現・お客様サポートサービス）の使用を開始[7][2]。サポートつき指定席券売機を導入[7][2]。

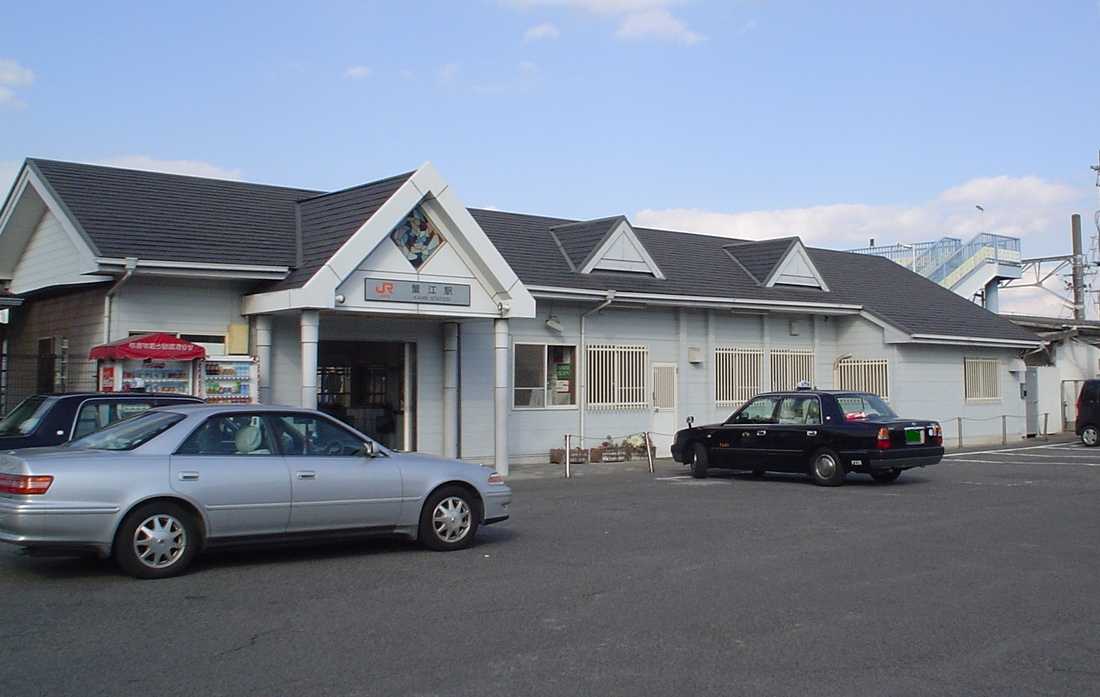
旧駅舎（2008年1月）
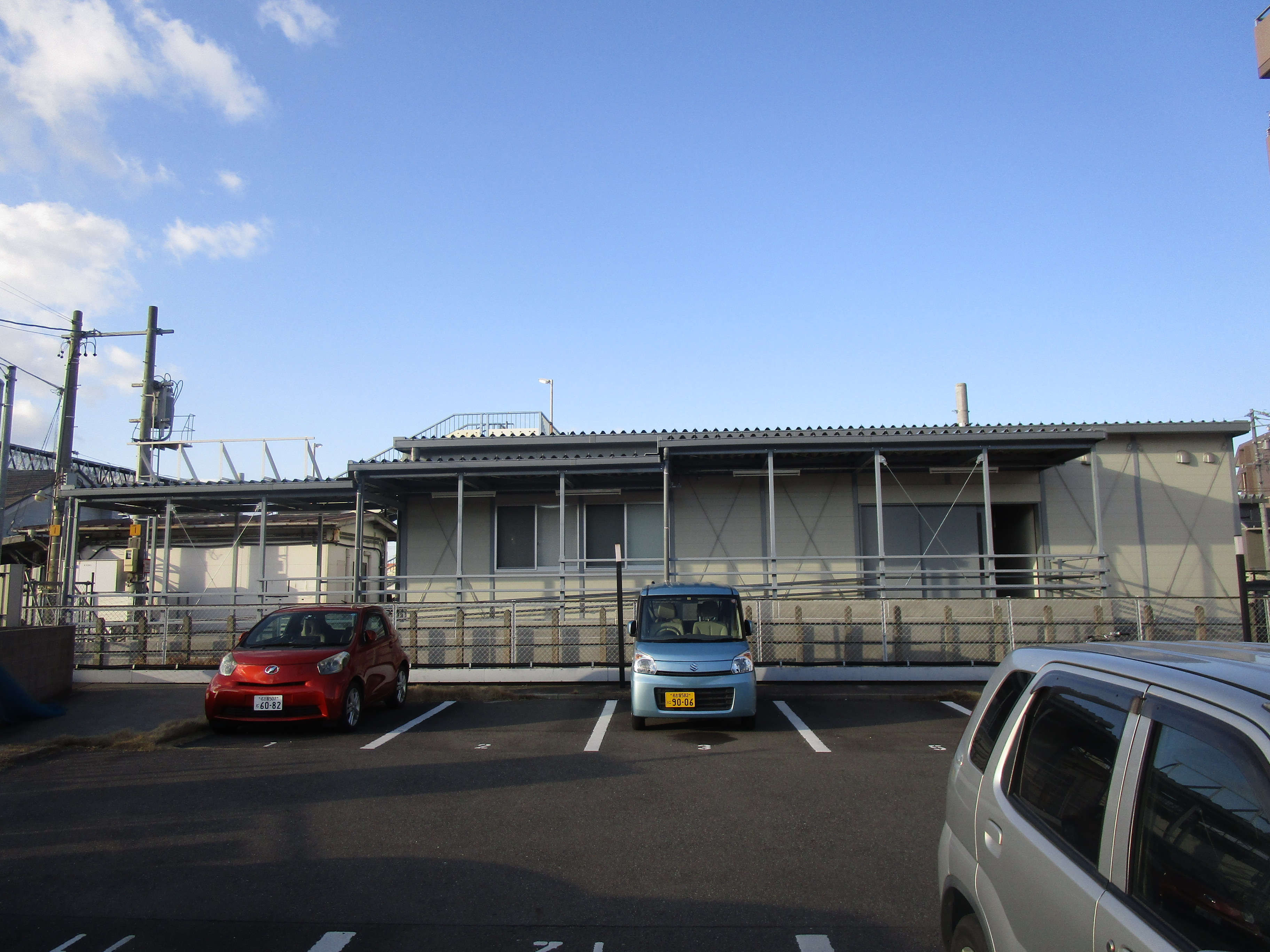
仮駅舎（2019年1月）
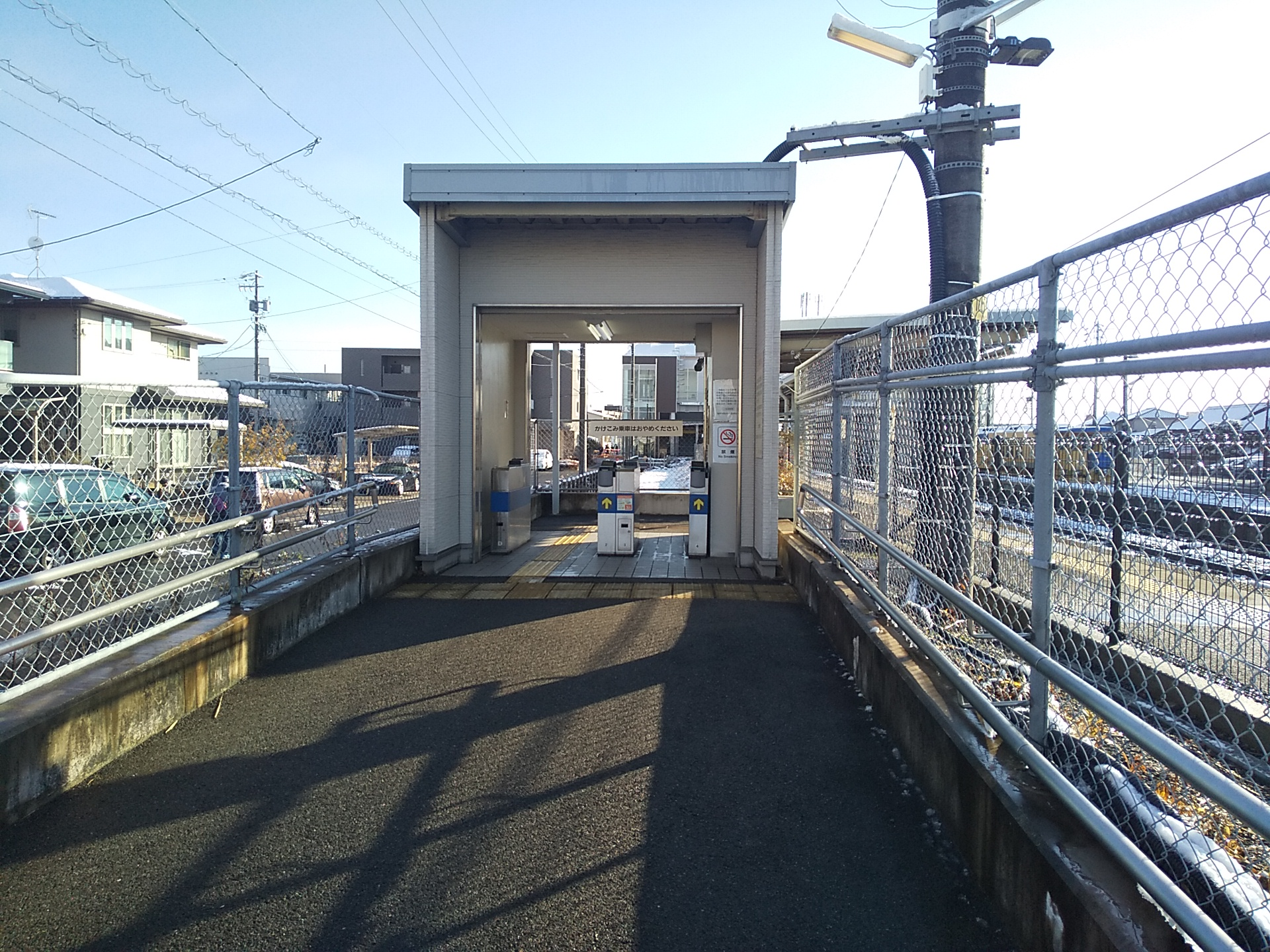
旧北口臨時改札（2021年1月）

## 駅構造
相対式ホーム2面2線を持ち列車交換が可能な橋上駅である。駅舎側（構内南側）の1番線が下り本線、構内北側の2番線が上り本線で、その間に非電化の中線があり、主にJR貨物の貨物列車の待避に用いられる。上下のホームは橋上駅舎内で連絡している。また駅舎の西側には、保線材料留置用の短い側線がある。
JR東海交通事業の職員が業務を担当する業務委託駅で、桑名駅が当駅を管理している。駅舎内部にはJR全線きっぷうりば、自動改札機、自動券売機（TOICA対応）、サポートつき指定席券売機ならびにTOICAチャージ機が置かれている。
2016年（平成28年）9月時点では、駅の改札口は南北双方にあるものの、北口は始発から午前9時までのみで、その他の時間帯は南口のみが利用可能となっていた。。北口は名古屋方面ホームの四日市方にある。なお、2021年1月31日より橋上駅舎及び自由通路の供用開始に伴い、これらの改札口は橋上駅舎へ統合されて廃止された。
2021年（令和3年）2月1日より集中旅客サービスシステム（現・お客様サポートサービス）の使用開始に伴い、当駅には周辺駅へ出向くJR東海交通事業の係員が事務所に常駐。

### のりば
| 番線 | 路線        | 方向 | 行先             |
| ---- | ----------- | ---- | ---------------- |
| 1    | CJ 関西本線 | 下り | 四日市・松阪方面 |
| 2    | CJ 関西本線 | 上り | 名古屋方面       |

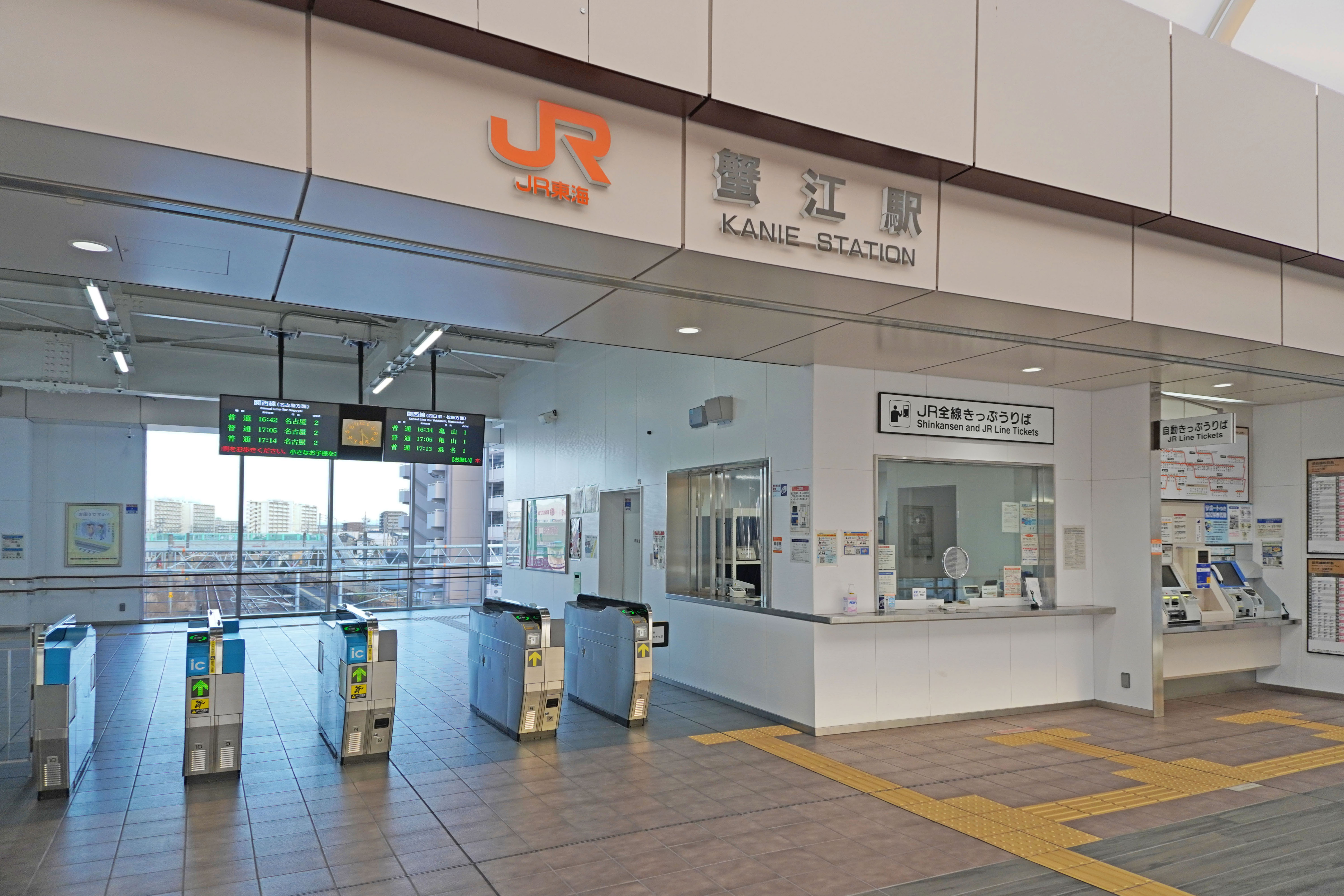
改札口と切符売り場（2023年1月）
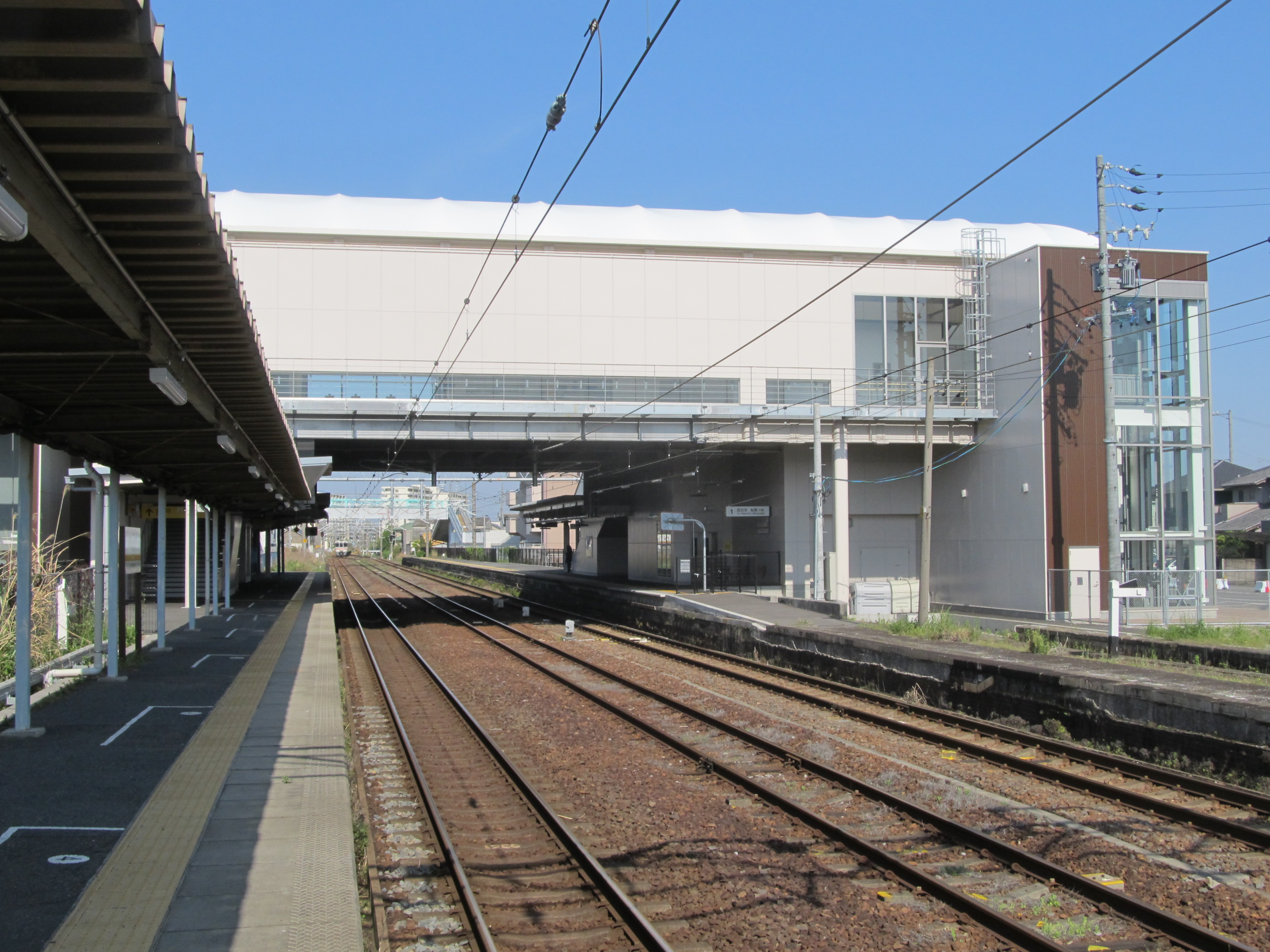
ホーム（2022年5月）
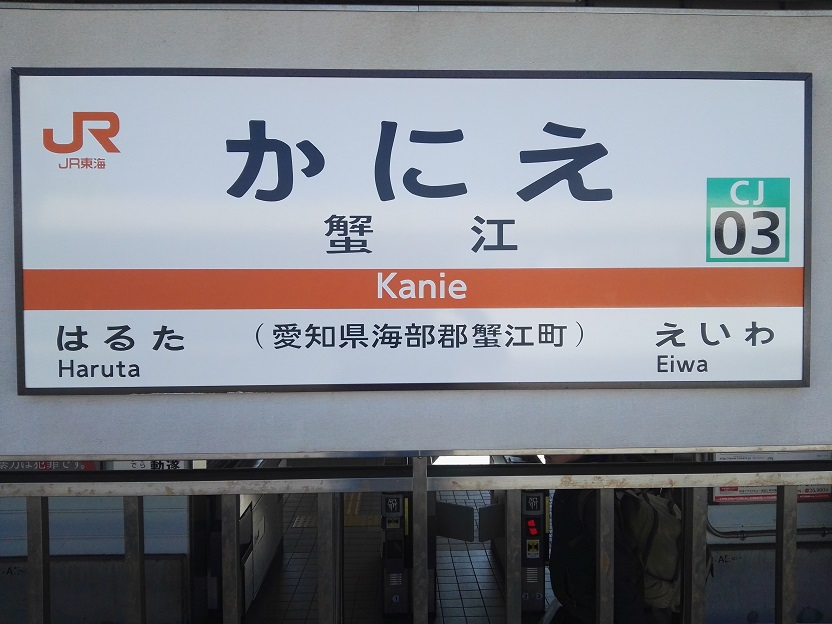
駅名標（2019年1月）

## 駅周辺
駅北側は1997年（平成9年）に市街化区域に指定されて区画整理事業が行われてマンションなどの建設が進んだことから、人口は事業化前の数十人から、2016年（平成28年）9月時点で約1,100人と急増している。完成後は駅前広場、駅北側にはヨシヅヤJR蟹江駅前店が開店。
- 蟹江町立学戸小学校
- 蟹江町立須西小学校
- 蟹江町立蟹江北中学校
- 蟹江町観光交流センター・祭人
- 近鉄名古屋線 近鉄蟹江駅 - 南へ約1.5キロ。
- 冨吉建速神社・八剱社

## 隣の駅
東海旅客鉄道（JR東海）
CJ 関西本線
■快速「みえ」・■快速
通過
■区間快速
春田駅 (CJ02) - 蟹江駅 (CJ03) - 弥富駅 (CJ05)
■普通
春田駅 (CJ02) - 蟹江駅 (CJ03) - 永和駅 (CJ04)